# Штрба, Мартин (хоккеист)
Мартин Штрба (чеш. Martin Štrba; 22 марта 1976, Ческе-Будеёвице, Чехия) — чешский хоккеист, нападающий, хват клюшки — левый. Воспитанник хоккейной школы ческе-будейовицкого «Мотора». В России, известен по выступлениям за московский «Спартак». Стал одним из первых европейских легионеров в «Спартаке», вместе с Томашем Жижкой. Привлекался в национальную сборную Чехии, на два этапа Еврохоккейтура, в 2002-м году. В первой половине сезона 2019/2020 занимал должность главного тренера клуба чешской первой лиги «Пираты» Хомутов.

## Достижения
- 2005/2006 — Чемпион чешской Экстралиги в составе пражской «Спарты»
- 2006/2007 — Чемпион чешской Экстралиги в составе пражской «Спарты»

## Статистика
- Чешская Экстралига - 479 игр, 265 очков (114+151)
- Чешская первая лига - 117 игр, 73 очка (26+47)
- Словацкая Экстралига - 41 игра, 31 очко (13+18)
- Российская суперлига - 24 игры, 1 очко (0+1)
- Сборная Чехии - 12 игр, 6 очков (1+5)
- Кубок европейских чемпионов - 3 игры, 3 очка (1+2)
- Кубок Шпенглера - 3 игры, 1 очко (1+0)
- Всего за карьеру - 679 игр, 380 очков (156+224)